# Rêve piégé
Pour plus de détails, voir Fiche technique et Distribution.
Rêve piégé (Trapped Dream) est un film de fiction tourné par le cinéaste nigérian Joseph Ubaka Ugochukwu en 2009 à Dakar, où il suit les aventures d’un jeune Nigérian en route vers l’Europe qu’il veut atteindre par tous les moyens.

## Synopsis
Chike, jeune Nigérian, quitte son pays pour atteindre l’Europe en passant par le Sénégal. À Dakar, il rencontre Bola, un compatriote qui promet de l’aider à traverser. Le rêve vire au cauchemar quand Chike est dépouillé par son nouvel ami, le forçant à emprunter le chemin qu’il voulait à tout prix éviter, celui qui colle à la peau de tant de Nigérians en exil : il entre dans un gang et devient dealer. Son histoire d’amour naissante avec Amy, une belle Sénégalaise, va le forcer à faire des choix.

## Fiche technique
- Titre : Rêve piégé
- Titre original : Trapped Dream
- Réalisateur : Joseph Ubaka Ugochukwu
- Langue : Wolof, anglais et français
- Format : Vidéo
- Genre : Thriller - Polar
- Durée : 76 minutes
- Date de réalisation : 2009
- Couleur / N&B : Couleur